# Gorgo al Monticano
Gorgo al Monticano (Gorgo al Montegàn in veneto) è un comune italiano di 3 769 abitanti della provincia di Treviso in Veneto.

## Origini del nome
Coincide con la parola gorgo "vortice di fiume" e trova diversi analoghi nella toponomastica locale. Con R.D. 14 febbraio 1886 n. 3694 gli è stato affiancato l'idronimo Monticano, principale corso d'acqua della zona.

## Storia
La presenza umana a Gorgo fu certamente favorita dalla vicinanza a Oderzo che in epoca romana rappresentò uno dei più importanti centri dell'Italia nordorientale. Abbondano i reperti afferenti a questo periodo, come capitelli, fregi e cornicioni, raccolti nel Museo civico archeologico Eno Bellis. Il territorio seguì le sorti della città e dovette soffrire le invasioni degli Unni di Attila.
La prima citazione risale a poco dopo il Mille, quando si parla di Gurgus Molendinorum "Gorgo dei Molini", con cui tuttora si indica uno dei borghi che costituiscono il paese. Per tutto il medioevo continuò a gravitare attorno a Oderzo e nel 1388 fu come questa assoggettata alla Repubblica di Venezia.
Se si escludono l'invasione degli Ungari del 1412 e la guerra della Lega di Cambrai del 1511, il periodo veneziano portò stabilità e pace. Inquadrata nella podesteria di Motta, a sua volta compresa nel Trevigiano, Gorgo fu luogo di villeggiatura per le famiglie del patriziato.
Nel 1797 cadde la Serenissima ma già l'anno precedente la zona aveva subito l'invasione degli Austriaci e nel 1799 dei Francesi e dei cosacchi di Suvorov. Seguì poi le sorti del Veneto passando dai Francesi agli Austriaci, per entrare infine a far parte del Regno d'Italia nel 1866.
Nel 1917, dopo la rotta di Caporetto, fu occupata dagli Imperi Centrali poiché finì per trovarsi al di là del fronte del Piave.

### Simboli
Lo stemma del comune è stato concesso con regio decreto del 14 marzo 1929.
Il gonfalone, concesso con D.P.R. del 13 dicembre 1983, è un drappo di bianco.

## Massacro di Gorgo al Monticano
Nella notte tra il 20 e il 21 agosto 2007 fu commesso uno dei crimini più efferati in Italia degli anni duemila.
Due coniugi, Guido Pellicciardi, 67 anni, e Lucia Comin, 61 anni, guardiani della villa di Elvira Bet Durante, vennero sorpresi da un commando di quattro uomini che avevano fatto irruzione all'interno della loro casa. I quattro pretesero dai coniugi le chiavi della villa ed i codici della sua cassaforte, che però i guardiani non possedevano.
Per ottenere una impossibile confessione dai due, i rapinatori li seviziarono con oggetti di diverso tipo, dal piede di porco utilizzato poco prima per irrompere nell'abitazione, ad un cacciavite, fino ad uccidere i due coniugii: Guido per una torsione del collo che gli provocò una frattura della vertebra cervicale, a Lucia venne fracassato il cranio con una spranga.
Il duplice omicidio colpì molto l'opinione pubblica italiana, data la sua efferatezza. Le indagini portarono ad identificare tre dei quattro, questi furono processati e condannati: Alin Bogdaneanu (20 anni al momento dei fatti), Naim Stafa (33 anni) con precedenti penali che variavano dalla rapina al commercio di droga, ad Artur Lleshi (33 anni), già precedentemente condannato per violenza sessuale. Il quarto uomo non venne mai identificato.

## Società

### Evoluzione demografica
Abitanti censiti

### Etnie e minoranze straniere
Al 31 dicembre 2017 gli stranieri residenti nel comune erano 523, ovvero il 12,6% della popolazione. Di seguito sono riportati i gruppi più consistenti:
1. Romania 262
2. India 97
3. Albania 44
4. Senegal 25

## Infrastrutture e trasporti

### Ferrovie
Gorgo al Monticano è servita dall'omonima stazione, sulla Ferrovia Treviso-Portogruaro.

## Amministrazione
| Periodo | Periodo   | Primo cittadino    | Partito                   | Carica  | Note |
| ------- | --------- | ------------------ | ------------------------- | ------- | ---- |
| 1995    | 2004      | Gianpaolo Vallardi | Lega Nord                 | Sindaco |      |
| 2004    | 2014      | Firmino Vettori    | Lega Nord - Liste civiche | Sindaco |      |
| 2014    | 2024      | Giannina Cover     | Lega Nord - Liste civiche | Sindaca |      |
| 2024    | in carica | Firmino Vettori    | FdI - Liste civiche       | Sindaco |      |

### Altre informazioni amministrative
La denominazione del comune fino al 1886 era Gorgo.